# Branko Matkovič
Branko Matkovič, slovenski politik, * 21. marec 1957, Novo mesto.
Med letoma 1992 in 2002 je bil član Državnega sveta Republike Slovenije.